# Surinaams Juristenblad
Het Surinaams Juristenblad (SJB) is een tijdschrift over rechtsgeleerdheid dat zich richt op juristen in Suriname. Het werd voor het eerst in augustus 1963 op initiatief van het bestuur van de Surinaamse Juristen Vereniging (SJV) uitgegeven.
In 2015 presenteerde Marten Schalkwijk het onderzoek 50 jaren SJB. In de ruim vijftig jaar van het bestaan was de publicatie van het SJB negen jaar onderbroken geweest. Dat gebeurde in de laatste decennia van de 20e eeuw toen de rechtstaat in Suriname gebrekkig was. Sinds 2000 verschijnt het blad met drie uitgaven per jaar weer regelmatig. Sinds 2015 verschenen de edities ook gedeeltelijk digitaal. Sinds Boom Juridisch uit Den Haag de uitgifte in 2023 heeft overgenomen, is het blad geheel digitaal beschikbaar. De papieren versies zijn beschikbaar in de Juridische Bibliotheek "Mr. K.C. Gonçalves" aan de Klipstenenstraat in Paramaribo.
De publicaties in het SJB komen van vrijwillige bijdragen van juristen. Tijdens de presentatie van 50 jaren SJB riep Schalkwijk juristen op meer artikelen voor het blad aan te leveren. De meeste uitgaven kwamen tot stand onder de hoofdredacties van Carlo Jadnanansing, Shardhapersad Gangaram Panday en Jhan Adhin, respectievelijk 29, 25 en 21 edities. Zij staan zelf ook in de top 3 als productiefste schrijvers, met respectievelijk 32, 27 en 45 artikelen. Niet alleen Surinaamse maar ook Nederlandse juristen leveren publicaties aan. Sinds de oprichting in 2023 stimuleert ook de Nederlandse Stichting Vrienden van het Surinaams Recht om te publiceren in het Surinaams Juristenblad. Tot 2015 zijn er meer dan 100 boeken gedrukt. Hieronder vallen ook bundels met artikelen die in het SJB en andere media zijn gepubliceerd.